# Targeta de so

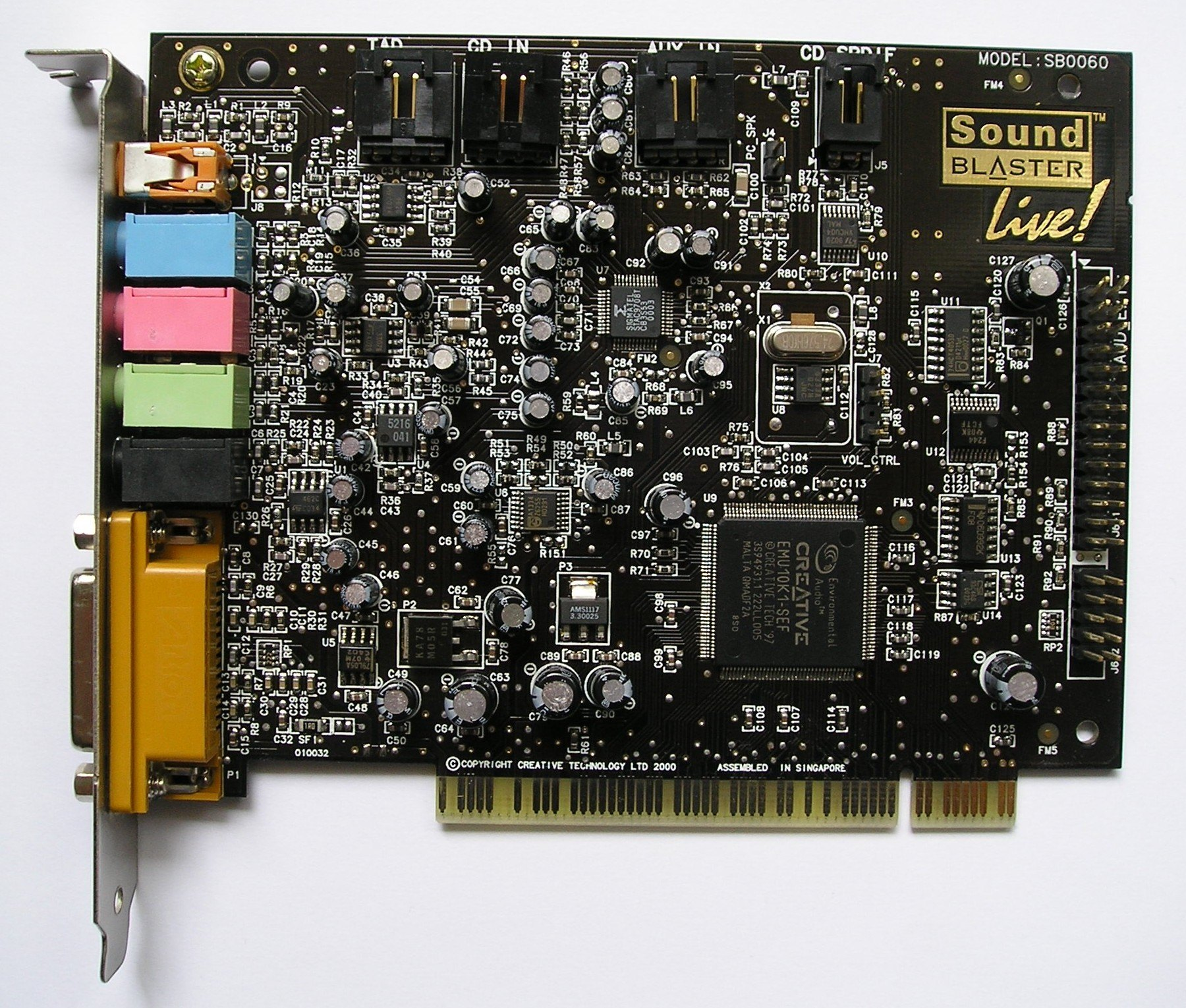
Exemple de targeta de so.

La targeta de so és un dispositiu de maquinari, intern o extern, que permet l'entrada i la sortida d'àudio a un ordinador. Els seus ports permeten, així, la connexió de micròfons, auriculars o altaveus. Una targeta de so permet quatre funcions bàsiques: la reproducció d'arxius d'àudio (provinents de la memòria interna o d'una memòria externa), la possibilitat d'enregistrar so procedent d'una font externa, la síntesi de sons (o generació de sons partint de certa informació, MIDI) i el processament d'arxius de so.

## Història
En els inicis de l'ordinador, l'altaveu intern que s'incorporava tan sols servia per notificar l'usuari d'un error. El canvi més important en aquest aspecte es dona amb l'arribada dels videojocs, així com més endavant hi va influir el desenvolupament de la música digital: amb la popularitat que assoliren els instruments musicals digitals, va aparèixer la targeta de so SoundBlaster, que va suposar una revolució, ja que permetia la transformació de senyal analògic en senyal digital per a emmagatzemar-lo en un ordinador i el procés contrari per a reproduir-lo.
La targeta SoundBlaster original va convertir-se en un estàndard, així com en una referència per la resta de targetes de so que varen sortir posteriorment al mercat (totes, en major o menor mesura) compatibles amb aquesta.

## ViccionariComponents
El nucli d'una targeta de so està constituït per tres subsistemes diferents:
- Un convertidor analògic-digital (o CAD): transforma el senyal de so analògic en una seqüència de valors binaris, que representen el seu nivell de tensió en moments concrets. Aquest procés consta de tres fases: mostratge, quantificació i codificació.[2]
- Un processador digital de senyals (o DSP, sigles en anglès Digital Signal Processor):[4] petit microprocessador que allibera la CPU de treballs com el càlcul o el tractament de la senyal de so. Comprimeix (en el procés d'enregistrament d'àudio) i descomprimeix (en la reproducció dels arxius de so) el senyal digital, però també permet la introducció d'efectes acústics (reverberació, cors...) per mitjà d'algorismes.[2]
- Un convertidor digital-analògic (o CDA): transforma el senyal digital en analògic, tot i que aquest serà un senyal escalonat. El grau de fidelitat respecte al so original dependrà en gran manera de la freqüència de mostratge, ja que es genera un nivell de tensió de sortida en funció d'uns valors discrets que es mantenen fins l'arribada del següent valor.[2]

En general, els ports de les targetes poden proporcionar a l'usuari:
- Entrada de micròfon.
- Entrada de línia (per introduir a l'ordinador senyals procedents d'altres fonts d'àudio, com podrien ser receptors de ràdio o reproductors de cinta).
- Sortida d'àudio (ja sigui monofònic, estereofònic o multicanal).
- Entrades i sortides digitals (S/PDIF, que permeten la introducció d'àudio en format digital, saltant-se així la necessitat de passar pels CAD i CDA).

Els connectors circulars s'anomenen "jack" i ofereixen colors normalitzats: el blau per l'entrada d'àudio (per connectar-hi un instrument, per exemple), el rosa per a connectar un micròfon, el verd per a la sortida d'àudio, el negre per a la sortida d'àudio per a altaveus posteriors, el taronja per a la sortida d'àudio de sons greus, el groc per a la connexió MIDI i el platejat per als altaveus laterals.
Per a transmetre la informació entre la targeta de so i l'ordinador, existeixen les interfícies amb la placa mare, que poden ser de tipus PCI, ISA, PCMCIA, USB… Els possibles petits desajustaments entre ambdós components es controlen mitjançant un buffer, que emmagatzema temporalment la informació que viatja entre aquests. Si la transmissió es fa per DMA, no és necessària la intervenció de la CPU i les dades es transmeten directament a la memòria.

## Tipus de targetes de so
- Targetes integrades en la placa base: gairebé tots els ordinadors d'avui en dia n'inclouen una, que permet en general un ús comú de l'àmbit multimèdia.[6] Per a usos més específics, o professionals,[6] pot inserir-se una targeta de so amb prestacions de més alta qualitat en la placa base, en la connexió PCI.[5]
- Targetes de so 3D: permeten el so en 3D, envoltant.[3]
- Targetes semiprofessionals: s'inserten en Bus o són externes. Ofereixen majors possibilitats de connexions externes i alts nivells de digitalització (24 bits, per exemple).[3]
- Targeta de so dúplex: permet l'enregistrament i la reproducció de so simultàniament.[7]